# 内閣府特命担当大臣（国民生活担当）
内閣府特命担当大臣（国民生活担当）（ないかくふとくめいたんとうだいじん こくみんせいかつたんとう）は、日本の国務大臣。内閣府特命担当大臣の一つである。国民生活担当大臣と通称される。

## 概要
日本の内閣府に置かれる内閣府特命担当大臣の一つである。主に消費者行政や市民活動の促進などを所管する国務大臣である。内閣府において関係行政を司る組織としては、国民生活局などが挙げられており、内閣府特命担当大臣（国民生活担当）はこれらの組織を担当している。内閣府特命担当大臣のうち、沖縄及び北方対策担当、金融担当、消費者及び食品安全担当の3大臣は、内閣府設置法により必置とされている。

## 歴代大臣
| 代                                 | 氏名                               | 氏名                               | 内閣                               | 就任日                             | 退任日                             | 備考                               |
| 内閣府特命担当大臣（国民生活担当） | 内閣府特命担当大臣（国民生活担当） | 内閣府特命担当大臣（国民生活担当） | 内閣府特命担当大臣（国民生活担当） | 内閣府特命担当大臣（国民生活担当） | 内閣府特命担当大臣（国民生活担当） | 内閣府特命担当大臣（国民生活担当） |
| ---------------------------------- | ---------------------------------- | ---------------------------------- | ---------------------------------- | ---------------------------------- | ---------------------------------- | ---------------------------------- |
| 1                                  |                                    | 岸田文雄                           | 第1次安倍改造内閣                  | 2007年8月27日                      | 2007年9月26日                      |                                    |
| 2                                  | 福田康夫内閣                       | 岸田文雄                           | 2007年9月26日                      | 2008年9月1日                       | 再任                               |                                    |

- 特命担当大臣は複数名を任命することがあるため、通常は代数の表記は行わない。ただし、本表ではわかりやすさに配慮し、代数の欄を便宜上設けた。